# ستانيسواف لم
ستانيسواف هيرمان لم (بالبولندية: Stanisław Herman Lem)‏ (لفوف 12 سبتمبر 1921 - كراكوف، 27 مارس 2006) كاتب وفيلسوف وطبيب بولندي.

## وصلات خارجية
- ستانيسواف لم على موقع IMDb (الإنجليزية)
- ستانيسواف لم على موقع الموسوعة البريطانية (الإنجليزية)
- ستانيسواف لم على موقع مونزينجر (الألمانية)
- ستانيسواف لم على موقع ألو سيني (الفرنسية)
- ستانيسواف لم على موقع ميوزك برينز (الإنجليزية)
- ستانيسواف لم على موقع أول موفي (الإنجليزية)
- ستانيسواف لم على موقع قاعدة بيانات الأفلام السويدية (السويدية)
- ستانيسواف لم على موقع إن إن دي بي (الإنجليزية)
- ستانيسواف لم على موقع ديسكوغز (الإنجليزية)
- ستانيسواف لم على موقع قاعدة بيانات الفيلم (الإنجليزية)